# 1951 na televisão
Nesta página encontram-se os fatos, estreias e términos sobre televisão que aconteceram durante o ano de 1951.

## Eventos

### Brasil

#### Janeiro
- 20 de janeiro — A televisão chega a então capital do Brasil, Rio de Janeiro, com o início das transmissões da TV Tupi Rio de Janeiro.

### Estados Unidos

#### Janeiro
- 1.º de janeiro — Uma companhia de Chicago fez a primeira experiência de transmissões de TV por pay-per-view. Os filmes eram enviados para 300 famílias usando a rede telefônica.

## Programas

### Dezembro
- 21 de dezembro — Estreia Sua Vida Me Pertence na Rede Tupi.[nota 1]

## Nascimentos
| Data           | Nome                      | Profissão                                            | Nacionalidade  | Observações | Ref   |
| -------------- | ------------------------- | ---------------------------------------------------- | -------------- | ----------- | ----- |
| 5 de março     | Fernando Vanucci          | jornalista e apresentador de televisão               | Brasil         | m. 2020     | [ 1 ] |
| 10 de junho    | Djenane Machado           | atriz                                                | Brasil         | m. 2022     | [ 2 ] |
| 6 de julho     | Geoffrey Rush             | ator                                                 | Austrália      |             |       |
| 6 de agosto    | Milton Neves              | jornalista e apresentador de televisão               | Brasil         |             |       |
| 15 de setembro | Federico Jiménez Losantos | jornalista e escritor                                | Espanha        |             |       |
| 8 de novembro  | Herson Capri              | ator                                                 | Brasil         |             |       |
| 12 de novembro | Marcelo Rezende           | jornalista, repórter e apresentador de televisão     | Brasil         | m. 2017     | [ 3 ] |
| 27 de novembro | Vera Fischer              | atriz                                                | Brasil         |             |       |
| 1 de dezembro  | Obba Babatundé            | ator                                                 | Estados Unidos |             |       |
| 14 de dezembro | Paul Zaloom               | ator                                                 | Estados Unidos |             |       |
| 15 de dezembro | Ione Borges               | apresentadora de televisão e jornalista              | Brasil         |             |       |
| 28 de dezembro | José Pedro Gomes          | ator, autor e encenador (teatro, televisão e cinema) | Portugal       |             |       |

## Mortes
| Data | Nome | Profissão | Nacionalidade | Observações | Ref |
| ---- | ---- | --------- | ------------- | ----------- | --- |